# Tambakromo (Tambakromo)
Tambakromo is een bestuurslaag in het regentschap Pati van de provincie Midden-Java, Indonesië. Tambakromo telt 4050 inwoners (volkstelling 2010).